# Jolijn van Valkengoed
Jolijn van Valkengoed (Lelystad, 26 d'agost de 1981) és una nedadora neerlandesa, especialitzada en estil braça. Actualment, s'entrena al seu poble natal amb el seu germà petit Thijs. Als 24 anys va debutar internacionalment al Campionat d'Europa de natació de 2006 a Budapest. Al Campionat d'Europa de natació de 2008 a Eindhoven va guanyar la medalla de bronze als relleus 4x100 estils. També es va qualificar pels Jocs Olímpics d'Estiu de 2008 a Pequín en la mateixa modalitat. Per un petit període va ostentar el rècord nacional dels 50 metres braça.